# Dispondée
Le dispondée (grec ancien δισπόνδειος, dispondeios, « double spondée », de δὶς, « deux », et σπονδεῖος, « spondée » ; latin dispondeus), est un pied tétrasyllabique de la métrique antique, notamment grecque et latine, composé de quatre syllabes longues et de huit mores. Son schéma métrique est : | — — — — |.
Il peut se décomposer en deux spondées : | — — | — — |, et apparaît comme une clausule dans la prose classique, notamment chez Cicéron.

## Cursus dispondaïque
La clausule, suivant qu’elle clôture membre ou période, sonne comme l’annonce du final ou le final lui-même, qui vient confirmer l’effet d’annonce déjà perçu par l’auditeur.
Les clausules ordinaires de Thucydide sont dispondaïques (| — — — — |) ou ditrochaïques (| — ∪ — ∪ |).
Les quatre formes de clausules latines en usage jusqu’au VIIe siècle, tombées en désuétude à peu près complètement ensuite, puis remises à l’honneur à partir de la fin du XIe siècle, sont 
- le cursus planus (accent sur la 2e et la 5e syllabe à partir de la fin : « paténter osténde »),
- le cursus tardus (accent sur la 3e et la 6e syllabe : « imiteréntur collégiis »),
- le cursus velox (où l’accent est placé sur la 2e et la 7e syllabe : « méruit obtinére »),
- le cursus trispondaïque (latin trispondaicus), parfois appelé dispondaïque (latin dispondaicus), avec accent sur la 2e et la 6e syllabe : « sacraménta provocárent » ou encore « ob opére cessabas ».

Dans le sacramentaire léonien (livre liturgique achevé vers le VIe siècle), sur plus de 1 030 oraisons, deux seules ne se terminent pas par l’une de ces quatre finales.